# Dirk W. Oetting
Dirk Walther Oetting (* 27. November 1938 in Berlin; † 21. März 2020 in Hannover) war ein deutscher Jurist, Offizier (Brigadegeneral a. D.) und Publizist.

## Leben

### Wehrdienst und Studium
Oetting trat nach dem Abitur 1958 in Hannover als Reserveoffizieranwärter in das Gebirgsjägerbataillon 232 in Bischofswiesen ein.
Von 1959 bis 1964 studierte er Rechtswissenschaften an der Georg-August-Universität Göttingen und der Universität Hamburg. 1960 schloss er sich in Hamburg der pflichtschlagenden Studentenverbindung Corps Albertina an. 1964 legte er das erste Staatsexamen ab. Danach war er Assistent und wurde 1966 bei Werner Weber an der Juristischen Fakultät der Universität Göttingen mit der Dissertation Das Beschwerderecht des Soldaten zum Dr. jur. promoviert.

### Wiedereinsteller bei der Bundeswehr
Beförderungen
- 1959 Leutnant d. R.
- 1966 Oberleutnant d. R.
- 1966 Hauptmann
- 1970 Major
- 1972 Oberstleutnant
- 1981 Oberst
- 1995 Brigadegeneral

1966 absolvierte er die Eingangsprüfung beim Gebirgsjägerbataillon 232 in Bischofswiesen und trat als Hauptmann wieder in die Bundeswehr ein. 1966/67 besuchte er die Heeresoffizierschule III in München. Danach war er Kompaniechef im Gebirgsjägerbataillon 221 in Mittenwald.
Von 1970 bis 1973 war er Hilfsreferent P II 1 im Bundesministerium der Verteidigung (BMVg) in Bonn. 1973/74 absolvierte er einen Lehrgang an der Führungsakademie der Bundeswehr (FüAkBw) in Hamburg. 1974 wurde er G1 der 1. Gebirgsdivision in Garmisch-Partenkirchen. Von 1977 bis 1979 war er Kommandeur des Gebirgsjägerbataillons 232 in Bischofswiesen. 1979 wurde er Dozent an der FüAkBw. Von 1981 bis 1984 war er Bereichsleiter am Zentrum Innere Führung (ZInFü) in Koblenz. 1984 wurde er Kommandeur Lehrgruppe C an der Offizierschule des Heeres (OSH) in Hannover und 1990 Leiter des Studienbereichs an der Universität der Bundeswehr Hamburg. Von 1992 bis 1994 war er Kommandeur des Verteidigungsbezirkskommandos (VBK) 61 in Augsburg und Donauwörth.
Von 1994 bis 1999 war er Kommandeur der Panzergrenadierbrigade 1 und des Verteidigungsbezirkskommandos (VBK) 20 in Hildesheim. 1999 wurde er in den Ruhestand versetzt.

### Publizistik
Während seiner Tätigkeit als Offizier veröffentlichte er u. a. ein Lehr- und Erläuterungsbuch zur Wehrbeschwerdeordnung (WBO). Außerdem analysierte er militärische Führungskonzepte im Rahmen organisationswissenschaftlicher Studien. Nach seinem Ruhestand betrieb er militärgeschichtliche Studien. Er war überdies der Verfasser mehrerer Fachartikel, u. a. in der Neuen Zeitschrift für Wehrtechnik.

## Familie
Er war verheiratet und Vater eines Kindes.

## Auszeichnungen
- Ehrenkreuz der Bundeswehr in Gold

## Schriften (Auswahl)
- Das Beschwerderecht des Soldaten (= Schriften zum öffentlichen Recht. Band 35). Duncker & Humblot, Berlin 1966.
- mit Jürgen Schreiber: Wehrbeschwerdeordnung (WBO). Lehr- und Erläuterungsbuch mit ausführlichen Anmerkungen sowie mit praktischen Beispielen und einer Unterrichtsanleitung. 4. überarbeitete und erweiterte Auflage. Bernard und Graefe, Frankfurt am Main 1973, ISBN 3-7637-5120-3.
- Motivation und Gefechtswert. Vom Verhalten des Soldaten im Kriege. Report-Verlag, Frankfurt am Main u. a. 1988, ISBN 3-524-89002-4.
- Auftragstaktik. Geschichte und Gegenwart einer Führungskonzeption. Report-Verlag, Frankfurt am Main u. a. 1993, ISBN 3-9802828-8-0.
- Kein Krieg wie im Westen. Wehrmacht und Sowjetarmee im Russlandkrieg 1941–1945. Osning Verlag, Bielefeld u. a. 2009, ISBN 978-3-9806268-8-0.
- Verbrannte Erde. Kein Krieg wie im Westen. Wehrmacht und Sowjetarmee im Russlandkrieg 1941–1945. Ares-Verlag, Graz 2011, ISBN 978-3-902475-98-5.